# Joan Oumari
Joan Oumari (* 19. srpna 1988 Berlín) je libanonský fotbalista.

## Klubová kariéra
S kariérou začal v Reinickendorfer Füchse v roce 2006. Mimo Německo působil na klubové úrovni v Turecku (Sivasspor)‎, Spojených arabských emirátech (Al-Nasr SC)‎ a Japonsku. V roce 2019 přestoupil do Vissel Kobe. V sezoně 2019 tým vyhrál Císařský pohár. V roce 2020 přestoupil do FC Tokyo.

## Reprezentační kariéra
Oumari odehrál za libanonský národní tým v letech 2013–2021 celkem 26 reprezentačních utkání.

## Statistiky
| Libanon | Libanon | Libanon |
| Roky    | Záp.    | Góly    |
| ------- | ------- | ------- |
| 2013    | 1       | 0       |
| 2014    | 0       | 0       |
| 2015    | 8       | 2       |
| 2016    | 4       | 0       |
| 2017    | 2       | 0       |
| 2018    | 3       | 0       |
| 2019    | 5       | 0       |
| 2020    | 0       | 0       |
| 2021    | 3       | 2       |
| Celkem  | 26      | 4       |